# Rusenberg
Rusenberg ist ein Ortsteil der Gemeinde Attenweiler im Landkreis Biberach in Baden-Württemberg. Der Weiler auf der Gemarkung Attenweiler liegt circa eineinhalb Kilometer nördlich von Attenweiler.

## Geschichte
Der Ort wurde im 13. Jahrhundert erstmals erwähnt. Er kam mit Moosbeuren an die Schenken von Stauffenberg und 1656 an das Kloster Oggelsbeuren. Nach dessen Aufhebung 1789 wurde Rusenberg von den Grafen von Stadion ersteigert.
Nach 1806 bis 1972 gehörte Rusenberg zur Gemeinde Moosbeuren und kam dann zu Attenweiler.